# Pedro Pedalé
Pedro Maria Tonha "Pedalé" (Cabinda, 7 de Julho de 1943 — Londres, 22 de julho de 1995) foi um militar e político angolano.
Integrou-se ao Movimento Popular de Libertação de Angola (MPLA) no ano de 1963 em Brazavile. Foi enviado por Agostinho Neto para receber treinamento no Centro de Instrução Revolucionária (CIR) Calunga, em Dolisie, República do Congo, tendo como companheiros Eugénio Nzaji e Hoji-ya-Henda. Tornou-se um destacado comandante militar na luta contra o domínio colonial português, recebendo seu famoso nome de guerra "Pedalé" por seu entusiasmo, energia e capacidade de combate, em alusão ao verbo "pedalar", como se andasse de bicicleta muito rapidamente enquanto em batalha.
Em 1968, Pedalé acaba por ser nomeado Comissário Político da 2º Região Político-Militar (Cabinda). Recebeu uma bolsa do partido em 1969 para receber treinamento militar na União Soviética, concluíndo o curso de oficial tenente-general.
Em 1974 tornou-se membro do Comité Central MPLA e, em 1976, ascende à membro do Bureau do MPLA. Foi um dos oficiais responsáveis pela delegação do MPLA liderada por Agostinho Neto que assinou o Acordo de Cessar-Fogo do Lunhamege, em outubro de 1974, o primeiro passo de normalização das relações entre o partido e Portugal, permitindo as negociações do Acordo do Alvor.
Falhadas as negociações do Alvor, foi designado a liderar a 2º Região Político-Militar, comandando a vitoriosa Campanha Miconje-Cabinda, tendo como braço-direito e oficial auxiliar Evaristo Domingos Kimba.
Depois que Angola alcançou a independência em 1975, foi promovido a General do Estado-Maior nas Forças Armadas Populares de Libertação de Angola (FAPLA), ficando nesta posição até 1977. Tornou-se também governador da província do Huambo, permanecendo nesta função até 1979.
Após o congresso do MPLA em 1977, tornou-se membro correspondente do Bureau do partido e membro do Conselho Revolucionário do Povo (ou Conselho da Revolução), suplente efetivado, portanto, da primeira legislatura angolana.
Na data da morte de Agostinho Neto, integrou a Comissão de Direção Nacional, o conselho de governo interino angolano, que trabalhou sob a supervisão Lúcio Lara, e era composto também por Ambrósio Lukoki, José Eduardo dos Santos e Pascoal Luvualo.
Entre 1978 e 1980, Pedalé acumulou a função de Vice-Ministro da Defesa, sendo eleito, em 1980, para a Assembleia do Povo, tornando-se membro da sua Comissão Permanente. A partir de 1986 serve também como membro da Comissão Central de Controle do Partido.
Serviu como Ministro da Defesa angolano, entre 1980 e 1995, no governo de José Eduardo dos Santos, sendo um dos grandes responsáveis pela vitória angolana sobre a África do Sul na Batalha de Cuito Cuanavale.
Vítima de doença, faleceu enquanto ministro no ano de 1995, sendo enterrado em Cabinda.